# Omissy
Omissy ist eine französische Gemeinde mit 679 Einwohnern (Stand 1. Januar 2022) im Département Aisne in der Region Hauts-de-France (vor 2016 Picardie). Sie gehört zum Arrondissement Saint-Quentin, zum Kanton Saint-Quentin-2 und zum Gemeindeverband Saint-Quentinois.

## Geographie
Die Gemeinde Omissy liegt an der Somme und dem parallel verlaufenden Kanal von Saint-Quentin, vier Kilometer nordnordöstlich der Innenstadt von Saint-Quentin. Nachbargemeinden von Omissy sind Lesdins im Norden, Morcourt im Osten, Saint-Quentin im Südosten und Süden, Fayet im Südwesten sowie Lehaucourt im Nordwesten.

## Geschichte
Da sich das Dorf während des Ersten Weltkrieges an der Frontlinie befand, wurde es ab Dezember 1916 vollständig evakuiert.

### Bevölkerungsentwicklung
| Jahr                       | 1962 | 1968 | 1975 | 1982 | 1990 | 1999 | 2006 | 2013 | 2022 |
| -------------------------- | ---- | ---- | ---- | ---- | ---- | ---- | ---- | ---- | ---- |
| Einwohner                  | 362  | 345  | 614  | 697  | 754  | 745  | 841  | 720  | 679  |
| Quellen: Cassini und INSEE |      |      |      |      |      |      |      |      |      |

## Sehenswürdigkeiten
- Kirche Sainte-Croix, rekonstruiert nach dem Ersten Weltkrieg

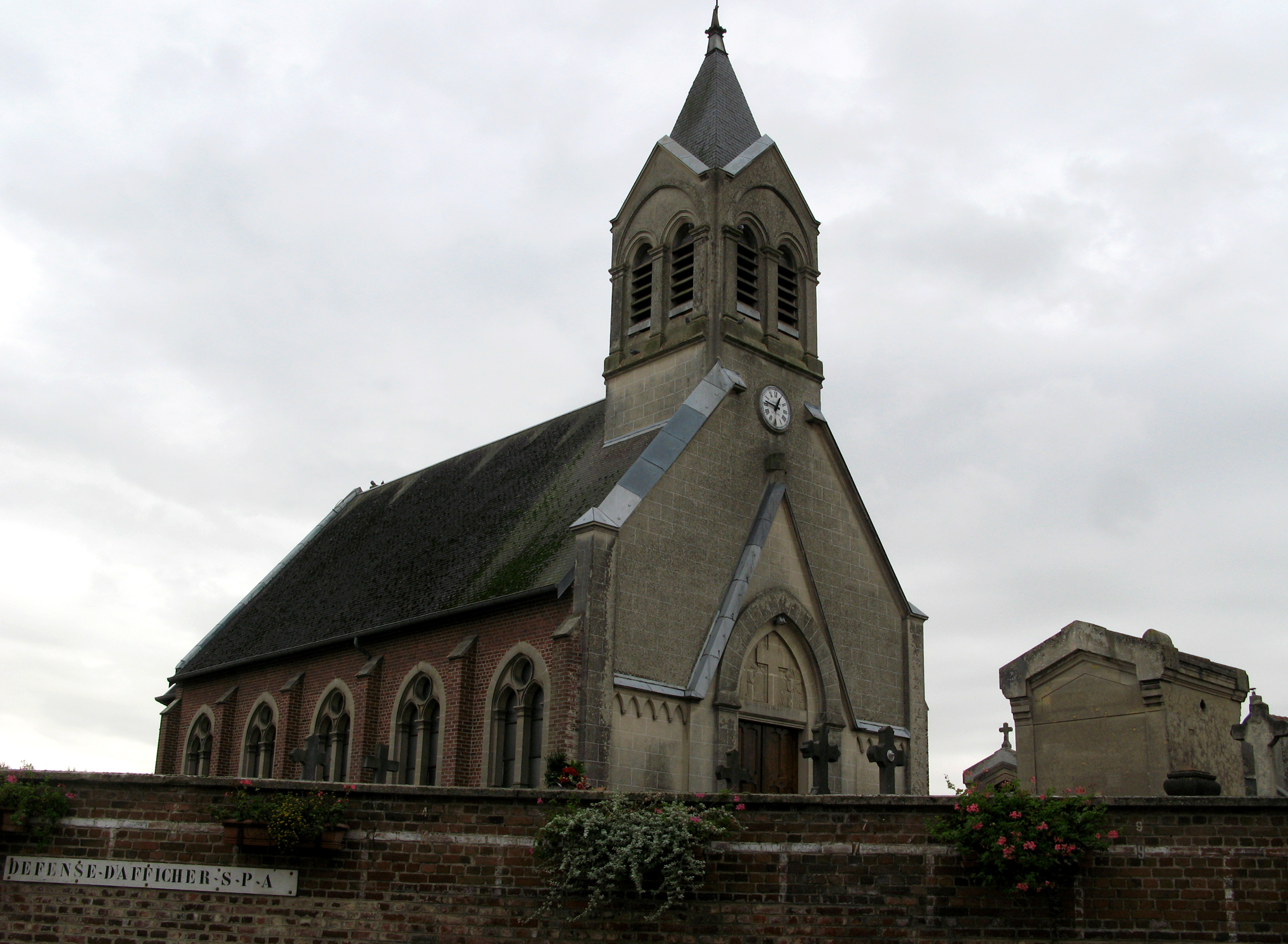
Kirche Sainte-Croix
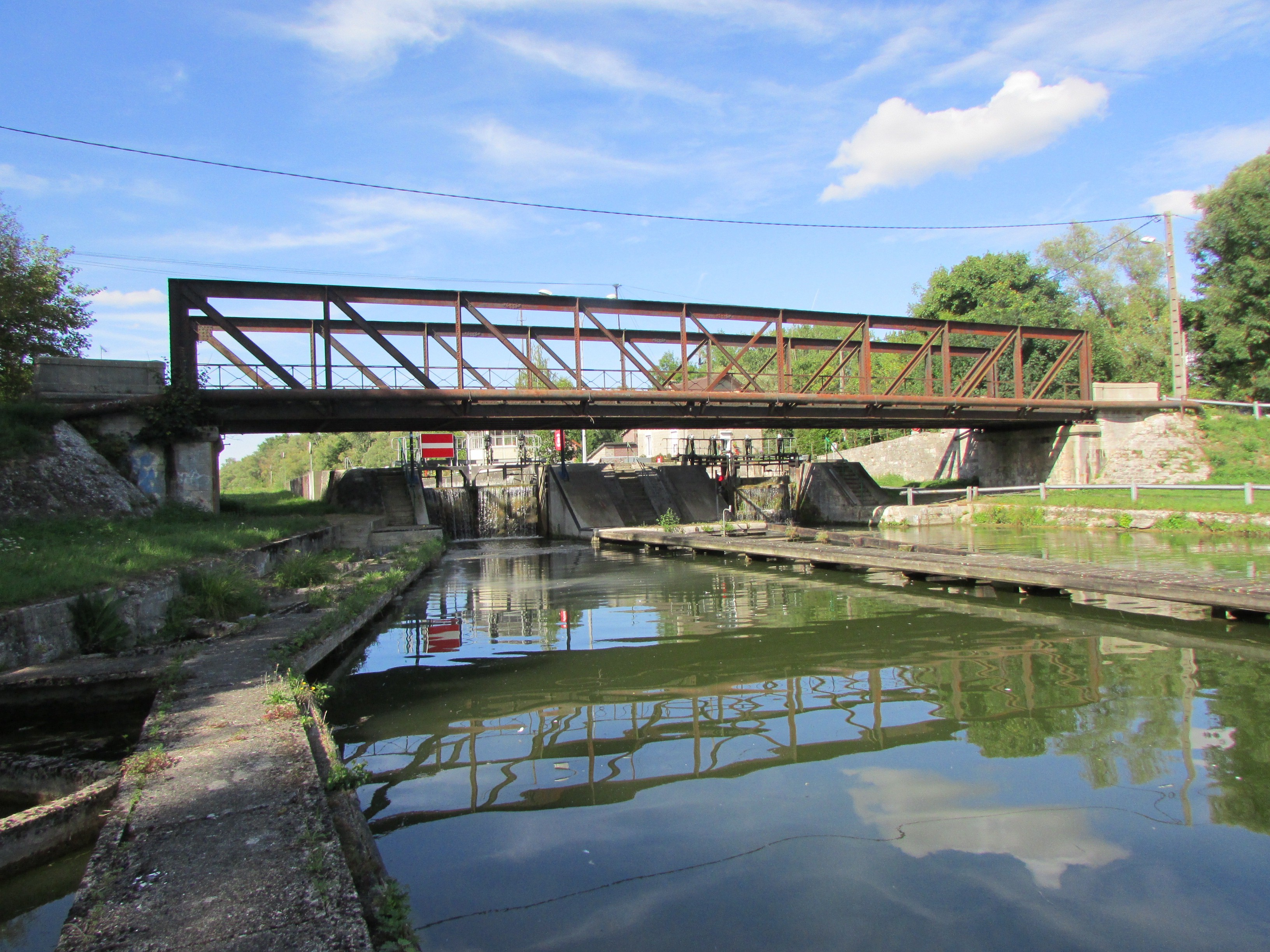
Schleuse Nr. 20 des Canal de Saint-Quentin bei Omissy
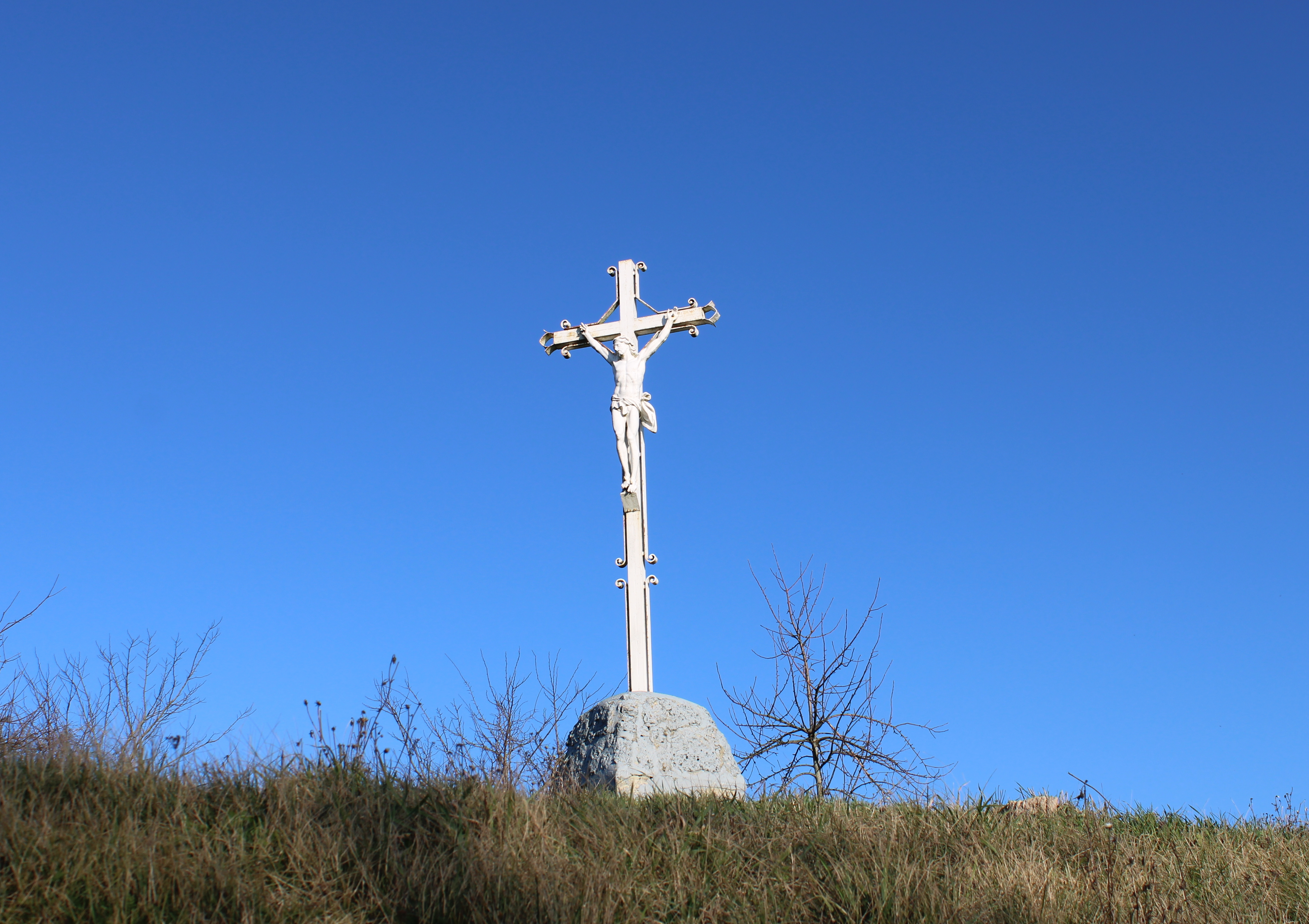
Calvaire